# Deadly Towers
Deadly Towers, nommé également Mashō (魔鐘, littéralement « cloche maléfique ») au Japon, est un jeu vidéo de type Action-RPG développé par les sociétés Lenar et Tamtex, et publié par Irem (au Japon, le 15 septembre 1986) et par Broderbund (en Amérique du Nord, en septembre 1987). Il est sorti sur Nintendo Entertainment System.

## Trame
À la veille de son couronnement, le prince Meyer est averti par un mystérieux individu nommé Khan du retour imminent de Rubas, surnommé le "Diable des ténèbres". Cet être maléfique projette d'invoquer une armée de monstres en utilisant sept cloches magiques pour envahir le royaume. Pour empêcher cette catastrophe, la quête consiste à retrouver les sept cloches, les détruire par le feu, et affronter Rubas dans un ultime combat.

## Système de jeu
Le jeu est en 2D en vision du dessus, avec un gameplay proche de celui de The Legend of Zelda, sorti à la même période et sur le même support. Le joueur peut se déplacer dans huit directions différentes, relativement rare pour l'époque. Il doit récupérer de l'équipement pour accéder aux donjons dont les entrées invisibles sont dans les neuf étages du château.
À la fin de chacun de ces donjons se trouve une tour, à la fin de laquelle se trouve un boss devant être tué afin de récupérer une cloche que le joueur doit apporter au neuvième étage du château pour y être brûlée.

## Accueil
Deadly Towers a aujourd'hui la réputation d'être un jeu particulièrement dur. L'Angry Video Game Nerd et le Joueur du Grenier l'ont d'ailleurs testé à ce titre.